# Luís Viana
Pour les articles homonymes, voir Viana.
Luís Viana, né le 30 novembre 1846 à Casa Nova (et baptisé sous l’ancienne graphie Luiz Vianna), mort en haute mer, dans l’océan Atlantique, le 6 juillet 1920, était un magistrat et homme politique brésilien.
Peu scrupuleux, membre d’abord du parti conservateur, puis, à la chute de l’Empire, cofondateur d’une des deux factions rivales du camp républicain, il fut élu gouverneur de l’État de Bahia en 1896 et fut amené, par calcul politique et dans l'ambiguïté, à conduire la guerre de Canudos contre la colonie religieuse du même nom, qui se soldera par un bain de sang et un bilan estimé de 30 000 morts.

## Biographie

### Formation et carrière dans la magistrature
Fils de José Manuel Viana, chef local du parti conservateur à Casa Nova, localité sise dans le nord de l’État de Bahia, sur les rives du fleuve São Francisco, et d’Inês Ribeiro Viana, il fit des études secondaires dans la capitale de l’État, puis des études de droit à la faculté de droit de l’université de Recife. Son diplôme obtenu en 1869, et devenu un protégé de João Mauricio Vanderlei, baron de Cotegipe, iI fut nommé magistrat à Xique-Xique, dans le sertão bahianais, où sa corruptibilité était notoire.
En 1881, il fut muté vers Santa Cristina do Pinhal, puis vers Viamão, localités situées toutes deux dans l’État de Rio Grande do Sul, dans le sud du pays, mais retourna bientôt à Bahia, pour y exercer les fonctions de juge, d’abord à Mata de São João, ensuite dans la capitale Salvador, où il s’éleva jusqu’au titre de conselheiro (litt. conseiller, actuel desembargador, juge de mainlevée) à la cour d’appel, dont il devint président.

### Retour à Bahia et carrière politique
À la chute de l’Empire, et à la proclamation de la république, il s’engagea dans la sphère politique et fut le porte-parole du sénat de Bahia et l’un des principaux fondateurs, en mai 1892, avec José Gonçalves da Silva et Cícero Dantas Martins, du Parti républicain fédéraliste. Il prit part, en tant que sénateur provincial, à la constituante républicaine de l’État de Bahia, présidant alors la Chambre. Élu maire de Salvador, il fit un ample usage de la violence pour juguler toute forme d’opposition, et sa gestion municipale fut souvent entachée de favoritisme politique lors des adjudications de travaux publics. Ses tentatives de renforcer sa mainmise sur l’État de Bahia furent contrariées dans les campagnes par les coroneis (potentats ruraux, souvent de grands propriétaires fonciers) de la faction gonçalviste adverse, en particulier à Ilhéus, dans les Lavras Diamantinas et dans le sertão du nord. Le principal de ces coroneis était Cícero Dantas, baron de Jeremoabo, gros propriétaire terrien dans l’arrière-pays bahianais, mais ayant, notamment par son mariage, acquis de l’entregent dans le Recôncavo et dans la capitale Salvador.
Le gouverneur de Bahia, le conservateur José Gonçalves da Silva, arrivé au pouvoir en juillet 1891, sera destitué en novembre de la même année, victime de la chute de Deodoro da Fonseca à la suite du coup de force de Floriano Peixoto dans la capitale fédérale Rio de Janeiro. Sur fond de fortes divergences entre ceux qui désiraient le renforcement de l’exécutif — en l’espèce : du pouvoir du gouverneur —, comme c’était le cas de Manoel Vitorino et de ses partisans, et ceux, dont Jeremoabo, qui souhaitaient un pouvoir accru pour le législatif, Viana, alors président de l’assemblée législative de Bahia, tenta de tirer son épingle du jeu, en obtenant d’abord la démission formelle de Gonçalves, puis en devenant le successeur de celui-ci en vertu de sa qualité de président de l’assemblée, et enfin, en faisant nommer à ce poste, qu’il avait laissé ainsi vacant, l’amiral Joaquim Leal Ferreira. Cette tentative cependant échoua, et de nouvelles élections s’ensuivirent, dont sortit vainqueur le médecin et grand propriétaire foncier Joaquim Mendes Rodrigues Lima, qui gouvernera l’État de Bahia de 1892 à 1896.
Au cours de l’année 1894 survint la scission du groupe oligarchique dominant, séparant ses principaux chefs en deux camps opposés. Cette scission, qui fut consommée au siège du Parti Républicain Fédéraliste, donna lieu à la fondation d’une part du Parti Républicain Fédéral de la Bahia (en abrégé PRF-Bahia) le 15 avril 1894 par Luís Viana et Rodrigues Lima, et d’autre part du Parti Républicain Constitutionnel (en abrégé PRC) par José Gonçalves da Silva et Cícero Dantas Martins le 19 août de la même année. Des divergences politiques, portant sur la politique nationale et, au niveau de l’État fédéré, sur les intérêts électoraux, avaient existé dès la formation du Parti Républicain Fédéraliste. Gonçalves avait été destitué du gouvernement de la Bahia par Floriano Peixoto, d’où son antiflorianisme, opposé au florianisme de Luís Viana, favorable quant à lui à ce que les militaires demeurassent à la présidence du Brésil. Mais, au-delà de la divergence d’intérêts sur le plan électoraliste, les deux factions oligarchiques n’étaient plus en mesure de maintenir une union de façade entre littoral et sertão, entre économie rurale et économie urbaine.
Luís Viana, élu à son tour gouverneur en mai 1896 sous les couleurs du PRF-Bahia, héritera de son prédécesseur la gestion de ce qui est aujourd’hui considéré comme un événement majeur de l’histoire du Brésil, la guerre de Canudos. Le chef de la communauté religieuse rebelle de Canudos, le prédicateur laïc Antônio Conselheiro, ou tout au moins les lieutenants de celui-ci, avait recherché, à la suite du schisme du parti républicain, la protection de la faction vianiste, en escomptant sans doute que cette faction prît le contrôle de l’assemblée bahianaise et s’installât au gouvernorat ; il n’est pas exclu que les conselheiristes, avant de fonder Canudos dans une fazenda abandonnée, aient joué le rôle de fósforos (rabatteurs de voix, litt. allumettes) pour le compte de Viana. On aurait tort de chercher derrière ces oppositions et ces accointances autre chose que de simples luttes de clan sans signification idéologique, quelque féroce que fût la haine que chacun des deux clans vouait à l’autre. L’alliance entre Antônio Conselheiro et Viana était de nature opportuniste ; Viana ne sympathisa jamais vraiment avec les Canudenses, et ses réticences à intervenir contre la colonie de Canudos n’était qu’un calcul politique destiné à irriter Jeremoabo et son parti PRC ; Jeremoabo en effet, redoutant que Canudos ne menaçât le statu quo social et économique de sa région, était devenu le plus grand ennemi d’Antônio Conselheiro et réclamait avec insistance une intervention armée.
Paradoxalement, après sa prise de pouvoir comme gouverneur, ayant donc consolidé son pouvoir sur Salvador et sur la Bahia, Viana n’avait plus besoin désormais d’une base de partisans dans les campagnes du sertão et pouvait donc à présent se permettre, hors considérations factionnalistes, de prêter une oreille bienveillante aux continuelles instances des fazendeiros des environs de Canudos, lors même qu’ils n’appartenaient pas à son parti. Cette volteface de Viana, inspirée par des motifs purement pragmatiques, visait de toute évidence à restaurer son prestige auprès des grands propriétaires ; Viana se trouvait donc dans l’impossibilité politiquement de continuer à appuyer ses alliés du sertão, d’autant moins que ses opposants le mitraillaient d’accusations selon lesquelles il exploitait le mouvement conselheiriste pour servir ses propres fins. Du reste, bien qu’ayant déclenché les hostilités contre Canudos, Viana échouera à s’assurer les faveurs des grands propriétaires, et fera en août 1897, dans la dernière phase de la guerre, des déclarations ambiguës, affirmant notamment qu’il avait agi ainsi pour apaiser les préoccupations des intérêts agricoles régionaux et dissiper leurs craintes, non pour combattre le monarchisme.

### Le conflit de Canudos

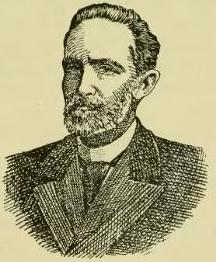
Luís Viana.

L’élément déclencheur des hostilités fut la non livraison par un négociant de Juazeiro d’un lot de bois d’œuvre commandé et dûment payé par Antônio Conselheiro. De subséquentes rumeurs selon lesquelles les jagunços de Canudos se proposaient de mener en rétorsion une expédition punitive contre Juazeiro provoquèrent un vent de panique chez les habitants de la ville et portèrent le juge Leoni, allié de Viana, à envoyer un télégramme urgent demandant des troupes pour assurer la sécurité de la population et enrayer l’exode déjà en cours. Le gouverneur Viana, qui depuis son entrée en fonction avait toujours trouvé l’un ou l’autre prétexte pour s’abstenir d’intervenir, était à présent, sous la pression politique, contraint d’agir et de dépêcher vers Canudos un détachement de la police d’État de Bahia, lequel détachement fut cependant repoussé par les jagunços d’Antônio Conselheiro.
À la suite de l’échec de ce qu’il est convenu de nommer la première expédition de Canudos, le gouvernement de Viana fut vilipendé dans l’assemblée de l’État, où il dut affronter des allégations suivant lesquelles il ne s’efforçait pas vraiment d’éradiquer le problème Canudos, mais se bornait à seulement disperser les jagunços. Viana, acculé dans une position politique intenable et ne pouvant plus se dérober, fut contraint maintenant de solliciter une intervention militaire fédérale. Dans un entretien publié en août 1897 dans le journal carioca Gazeta de Notícias, il se targua d’avoir mis en garde le président de la république contre la horde fanatique de Canudos, qui ne reconnaissait pas les lois ni ne leur obéissait, avait commis des actes d’extorsion, pratiquait la mendicité, et perpétrait de nombreux vols dans les fermes avoisinantes. Viana adressa par télégramme une demande d’aide au vice-président Manuel Vitorino, lequel, le président Prudente étant souffrant, exerçait l’intérim ; Vitorino accéda à cette demande, sans même en référer au président en titre.
Il fallut quatre expéditions — outre la première, composée d’un détachement de police de l’État de Bahia, trois autres encore, composées d’un corps expéditionnaire de l’armée fédérale — pour venir à bout de la communauté de Canudos. Y compris durant l’affrontement armé final, des sympathisants liés à la faction vianiste du PRF-Bahia approvisionnèrent en matériel les Canudenses, complétant ainsi ce que les forces du Conselheiro réussissaient à prendre sur les trains de ravitaillement de l’armée et sur les soldats morts ou blessés.

### Élections de 1899 et 1901
Il sut se maintenir lors des élections municipales de 1899, quoique toutes sortes de groupes d’intérêts opposés au pouvoir établi furent lancés contre les alliés du gouverneur Vianna, non sans les habituels échaufourrées, attaques d’établissements commerciaux, et assassinats. Lorsque le candidat par lui soutenu fut battu aux élections municipales de 1901, il refusa de s’incliner, en raison de quoi le président Campos Salles dut envoyer des troupes et bannir Vianna à Paris.
Par la suite, il préféra s’éloigner de la vie publique, pour cependant y revenir en 1911, se faisant élire sénateur de la République. Il périt en haute mer dans le naufrage du navire Limburgia, qui devait le transporter en Europe pour un voyage.
Son fils et homonyme Luís Viana fut également gouverneur de Bahia.
Les archives de Luis Viana, qui étaient conservées dans la maison d’Aristides Milton da Silveira, furent irréparablement détruites lors d’une crue de la rivière Paraguaçú.